# Тертышный, Евгений Алексеевич
Евгений Алексеевич Тертышный (22 февраля 1935, Шадринск — 28 марта 2025, Чебоксары) — советский инженер, руководитель производства. Народный депутат СССР, делегат XXVII съезда КПСС. Заслуженный строитель РСФСР, Почётный гражданин Чувашской Республики.

## Биография
Родился 22 февраля 1935 года в городе Шадринск Челябинской области РСФСР (ныне Курганская область России). В 1960 году окончил факультет «Автомобильной дороги» Саратовского автодорожного института. В августе по распределению прибыл в Чебоксары, где начал работать мастером УНР-32 треста «Чувашспецстрой». Спустя год был повышен до старшего инженера, а в 1968 году был переведён на эту же должность в трест «Спецстроймеханизация». В 1970 году награждён медалью «За доблестный труд». В 1971 году был назначен управляющим Стройтрестом № 2 Чувашского территориального управления строительства Минстроя СССР, на следующий год переведён на должность заместителя начальника управления. В 1976 году был награждён орденом «Знак Почёта». В 1980 году сам занял пост начальника управления строительства. В 1985 году Евгению Алексеевичу был присвоено звание Заслуженного строителя РСФСР. На следующий год он стал начальником «Главчувашстроя». В том же году в качестве делегата принял участие в XXVII съезде КПСС. Кроме того, тогда же Тертышный стал кавалером ордена Трудового Красного Знамени, а также был награждён медалью «Ветеран труда». В 1989 году от Чебоксарского территориального избирательного округа № 399 Чувашской АССР избрался народным депутатом СССР.
В 1990 году «Главчувашстрой» преобразуется в ТСО «Чувашстрой», при этом Тертышный сохраняет за собой руководящий пост, а в 1992 году становится президентом строительно-промышленной ассоциации, которая была ликвидирована по собственному предложению Тертышного. В 2002 году назначается заместителем генерального директора по развитию ООО «Монолитстрой». В 2006 году временно уходит из компании, став заместителем генерального директора ООО «СУОР» и ООО «Чувашстрой», но в 2008 году возвращается «Монолитстрой», откуда окончательно уходит в 2016 году. По настоящее время являлся членом Союза "Чувашское республиканское объединение организаций профсоюзов «Чувашрессовпроф». 23 декабря 2019 года указом главы Чувашской Республики Михаила Игнатьева Тертышному присвоено звание «Почётный гражданин Чувашской Республики». Умер 28 марта 2025 года в возрасте 90 лет.